# Tam giác niệu sinh dục
Tam giác niệu sinh dục là phần phía trước của tầng sinh môn. Ở giống cái thuộc loài động vật có vú, tam giác niệu sinh dục bao gồm âm đạo và các bộ phận liên quan thuộc cơ quan sinh dục ngoài.

## Cấu trúc
Tam giác niệu sinh dục là vùng nằm trong hình tam giác có một đỉnh nằm tại khớp mu và hai đỉnh còn lại tại các ụ ngoài của xương chậu.

## Cấu trúc bên trong
Cấu trúc bên trong của tam giác niệu sinh dục khác nhau rất nhiều giữa nam và nữ. Một số thành phần bao gồm:
- Tĩnh mạch bìu sau/Dây thần kinh môi sau
- Niệu đạo
- Âm đạo
- Tuyến hành/tuyến Bartholin
- Múi cơ
  - Cơ ngang nông đáy chậu
  - Cơ ngồi hang
  - Cơ hành xốp
- Trụ dương vật/Gối âm vật
- Hành dương vật/hành âm đạo
- Cơ hoành niệu sinh dục
- Tầng sinh môn
- Khoang đáy chậu nông và khoang đáy chậu sâu
- Mạch máu và hệ bạch huyết